# RCH
Racing Club Heemstede (RCH) is een Nederlandse amateurvoetbalclub en voormalig betaald voetbalvereniging uit Heemstede. Het eerste elftal van de club speelt in de Vijfde klasse zondag van het KNVB district West I (2024/25).
Tot 1932 speelde de club in Haarlem en tot 1965 was de naam officieel Racing Club Haarlem.
Tot en met het seizoen 2015/16 had de club ook een zaterdagelftal. In het seizoen 2015/16 kwam deze uit in de Vierde klasse zaterdag. Het seizoen daarop werd het team niet meer ingeschreven.

## Geschiedenis
RCH werd op 25 februari 1911 onder de naam HFC Achilles opgericht in Haarlem. Op last van de voetbalbond moest de naam gewijzigd worden en men koos vervolgens voor Racing Club Haarlem.

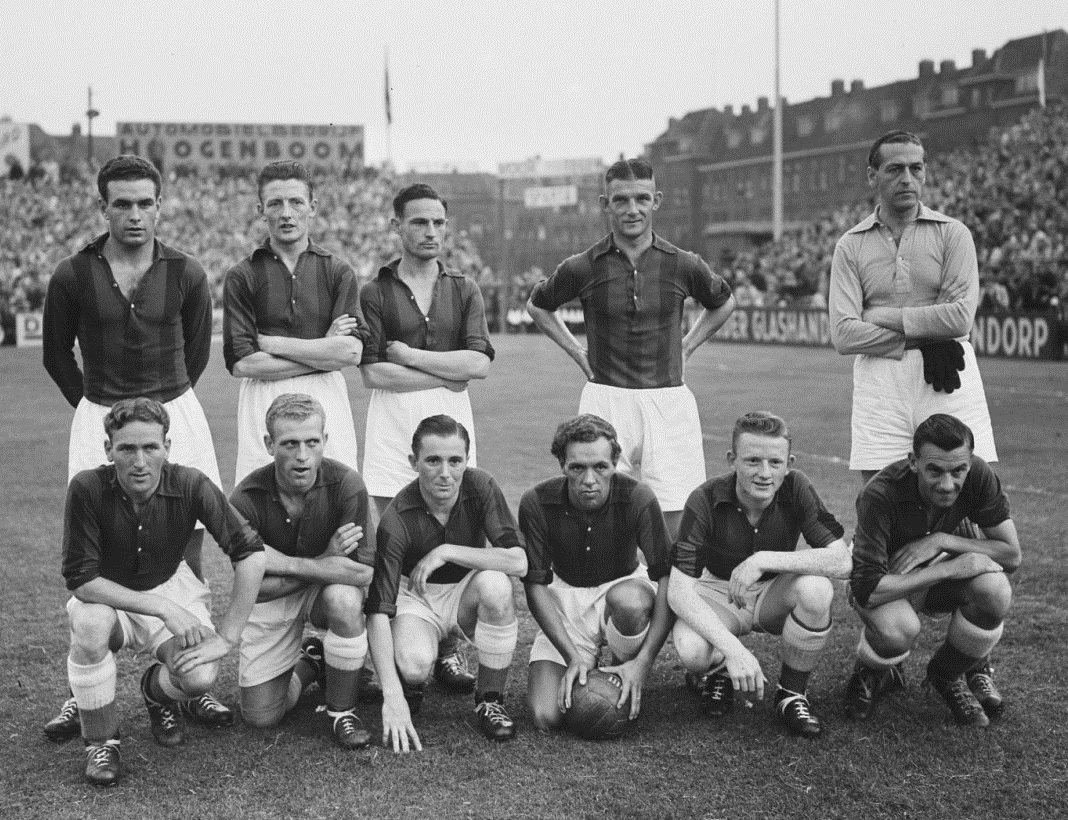
Het elftal van RCH van het seizoen 1952/53

In 1923 werd de jonge Haarlemse ploeg afdelingskampioen van Regio West en na de kampioenscompetitie tegen de andere afdelingskampioenen, Be Quick, Go Ahead Eagles en Willem II, zelfs landskampioen. In 1932 verhuisde de club naar een moderne accommodatie aan de Sportparklaan in Heemstede, waar het in 1953, na een beslissingswedstrijd tegen Eindhoven in de Rotterdamse Kuip, het tweede landskampioenschap uit de historie mocht vieren. In 1965 veranderde de naam van de club naar Racing Club Heemstede. Aan het einde van de jaren zeventig moest de club het stadion veranderen, nadat de houten hoofdtribune gedeeltelijk door brand was verwoest.
In 1971 werd vanwege een sanering van het betaalde voetbal de Tweede Divisie opgeheven en de club door de KNVB teruggezet naar de derde klasse van de amateurs. In 1974 en 1981 promoveerde de club, waarna het in 1989 tegen VV Heerjansdam algeheel amateurkampioen werd. RCH-trainer Nick Stienstra en oud-keeper Florian Vyent (toen onder contract bij Telstar) kwamen bij de SLM-ramp in Suriname in datzelfde jaar om het leven. Zij maakten deel uit van het Kleurrijk Elftal dat, nog tijdens die kampioenscompetitie, het Surinaamse voetbal jaarlijks promootte en bij de landing verongelukte. Radjin de Haan, die de landing wel overleefde, speelde een aantal jaren voor  RCH, nadat zijn profavontuur bij Telstar en Eindhoven was afgelopen.
In de Hoofdklasse was RCH vele jaren succesvol. Periodetitels en twee keer een kampioenschap maakten dat de club veelvuldig in de KNVB beker mocht meedoen. Het jaar 1986, bij het 75-jarig jubileum, was met de uitschakeling van Willem II en Heerenveen het mooist. Voor een vol Heemsteeds Sportpark was Ajax (met onder anderen Ronald Koeman en Frank Rijkaard) in de kwartfinale met 3–1 (RCH doelpunt van Leon Hoep) te sterk. In 1994 volgde degradatie.
In de beide landskampioensjaren was RCH ook leverancier van internationals. In de eerste glorieperiode werd Peer Krom bij de nationale selectie gehaald, waarvoor hij veertien keer uitkwam. Louis Biesbrouck werd zelfs aanvoerder van Oranje in de jaren vijftig.
In een later stadium werden oud-spelers als Johan Neeskens (als speler van Ajax) en Barry van Galen (bij AZ) ook international. Hans Werdekker was al naar EDO vertrokken toen hij amateur-international werd.

## Erelijst
Landskampioen
in 1923, 1953
 KNVB beker
Winnaar in 1918, 1928
Algemeen amateurkampioen
in 1989
Zondagamateurkampioen
in 1989
Hoofdklasse (A)
Kampioen in 1989, 1992

## Competitieresultaten 1984–2016 (zaterdag)
| 6 4B |

| 1 4B |

| 3 3A |

| 1 3A |

| 4 3A |

| 2 3A |

| 10 3A |

| 7 4B |

| 9 4B |

| 9 4B |

| 4 4B |

| 5 4B |

| 1 4B |

| 6 2A |

| 7 2A |

| 11 2A |

| 2 3B |

| 10 3B |

| 12 3C |

| 4 4E |

| 6 4E |

| 9 4E |

| 5 4E |

| 8 4E |

| 4 4E |

| 5 4D |

| 3 4D |

| 14 3B |

| 10 4C |

| 7 4C |

| 8 4C |

| 10 4B |

| 7 4B |

| Tweede klasse | Derde klasse | Vierde klasse |

## Competitieresultaten 1914–2018 (zondag)
| 7 3D |

| 2 |

| 4 3E |

| 1 3C |

| 2 2A |

| 4 2B |

| 1 2B |

| 2 |

| 10 |

| 1 |

| 8 |

| 4 |

| 8 |

| 5 |

| 5 |

| 3 |

| 2 |

| 8 |

| 2 |

| 4 |

| 6 |

| 9 |

| 7 |

| 10 |

| 7 2B |

| 2 2A |

| 8 C |

| 6 2B |

| 1 2A |

| 7 2A |

| 4 2A |

|  |

| 4 2B |

| 7 2A |

| 3 2B |

| 1 2A |

| 4 |

| 8 1C |

| 2 1B |

| 1 1A |

| 13 1A |

| 1 2A |

| 1 A |

| 5 B |

| 8 B |

| 13 B |

| 15 B |

| 18 B |

| 7 |

| 5 B |

| 3 A |

| 8 A |

| 4 B |

| 13 |

| 17 |

| 11 |

| 17 |

| 12 |

| 13 2B |

| 1 3B |

| 1 2A |

| 9 1A |

| 8 1A |

| 3 1A |

| 4 1A |

| 9 1A |

| 3 1A |

| 1 1A |

| 3 A |

| 10 A |

| 5 A |

| 9 A |

| 8 A |

| 3 A |

| 3 A |

| 1 A |

| 7 A |

| 5 A |

| 1 A |

| 8 A |

| 14 A |

| 11 1A |

| 7 2A |

| 12 2A |

| 2 3B |

| 3 3B |

| 12 3B |

| 2 4D |

| 1 4D |

| 4 3C |

| 3 3B |

| 9 3B |

| 3 3B |

| 12 3B |

| 12 4D |

| 3 5D |

| 10 4D |

| 10 4C |

| 9 4D |

| 1 4D |

| 12 3C |

| 10 4D |

| 5 4D |

| 3 4D |

| 8 4E |

| - 4D |

| Eerste divisie | Eerste klasse (profniveau) | Tweede divisie | Hoofdklasse | Eerste klasse | Overgangsklasse | Tweede klasse | Derde klasse | Vierde klasse | Vijfde klasse | Noodcompetitie |

In elke staaf van de grafiek staat van boven naar beneden vermeld: 
- Eindnotering

Dit is de positie die de club heeft bereikt in de competitie, zonder eventuele beslissings-, play-off- of nacompetitiewedstrijden die nodig zijn geweest om bijvoorbeeld de kampioen van de competitie te bepalen.
Indien een * achter het getal staat is de notering een tussenstand en kan het zijn dat de notering niet overeenkomt met de uiteindelijke eindstand van de competitie.
Staat er een - dan is het seizoen nog bezig en is er geen definitieve uitslag bekend.
Staat er xx op de positie van de notering, dan heeft de club vroegtijdig de competitie verlaten. Dit kan onder andere komen door terugtrekking van het team, faillissement van de club of door een uitgedeelde straf van de KNVB. In veel gevallen staat elders in het artikel de reden vermeld.
Staat er een ? dan is het resultaat uit het verleden onbekend, en is alleen de competitie of het niveau bekend van dat seizoen.
In de seizoenen 2019/20 en 2020/21 werd wegens de coronacrisis het amateurvoetbal afgebroken. Daardoor kennen deze staven geen eindklassering (middels -- weergegeven).
- Competitieniveau en afdelingsletter of Officiële eindstand Eredivisie
  - Competitieniveau en afdelingsletter

Hierbij geeft het getal het niveau weer, dat ook terug te vinden is in de legenda. De letter is de afdelingsaanduiding en wordt gebruikt wanneer er meer afdelingen zijn op hetzelfde niveau. De afdelingsletter is altijd een hoofdletter en wordt meestal zonder nummer gebruikt.
Voorbeeld: 2F is niveau 2e klasse competitie F.
Het competitieniveau en nummer wordt niet vermeld wanneer er slechts één competitie van dit niveau was.
  - Officiële eindstand Eredivisie (getal staat tussen haakjes vermeld)

Sinds de introductie van play-offwedstrijden voor Europees voetbal na afloop van de reguliere competitie in 2005/06, is de KNVB verplicht een eindstand van de Eredivisie door te geven aan de UEFA aan de hand van deze play-offwedstrijden.
Bij deze eindstand staan clubs die zich hebben gekwalificeerd voor Europees voetbal hoger dan clubs die zich niet wisten te kwalificeren. Indien er geen verschil was tussen de eindnotering en de officiële eindstand, staat dit getal niet vermeld.

- Onderafdeling

Hier staat afgekort de naam van de onderafdeling indien de club in dat jaar in een onderafdeling uitkwam. Tevens staat deze afkorting in de legenda en wordt gelinkt naar het artikel over deze onderafdeling. Deze afkorting wordt alleen vermeld wanneer de club in het verleden in verschillende onderafdelingen heeft gespeeld. Deze vermelding is in de staaf altijd in kleine letters. Deze onderafdelingen zijn na het seizoen 1995/96 afgeschaft. Heeft de club in slechts één onderafdeling gespeeld, dan is dit alleen terug te vinden in de legenda.
Onder de staaf staat het jaartal vermeld waarin het seizoen is afgesloten. 15 verwijst naar het seizoen 2014/15 of eventueel het seizoen 1914/15.
Wanneer een staaf leeg is, zijn deze gegevens niet bekend. Het kan ook zijn dat de club dat seizoen niet heeft meegespeeld op het hogere amateurniveau, vroegtijdig de competitie heeft verlaten of uit de competitie is gezet.

In het seizoen 1944/45 was er wegens de Tweede Wereldoorlog geen regulier competitievoetbal.

## Betaald voetbal

### Seizoensoverzichten
| Resultaten van RCH sinds de toetreding in het betaald voetbal in 1955 | Resultaten van RCH sinds de toetreding in het betaald voetbal in 1955 | Resultaten van RCH sinds de toetreding in het betaald voetbal in 1955 | Resultaten van RCH sinds de toetreding in het betaald voetbal in 1955 | Resultaten van RCH sinds de toetreding in het betaald voetbal in 1955 | Resultaten van RCH sinds de toetreding in het betaald voetbal in 1955 | Resultaten van RCH sinds de toetreding in het betaald voetbal in 1955 | Resultaten van RCH sinds de toetreding in het betaald voetbal in 1955 | Resultaten van RCH sinds de toetreding in het betaald voetbal in 1955 | Resultaten van RCH sinds de toetreding in het betaald voetbal in 1955 | Resultaten van RCH sinds de toetreding in het betaald voetbal in 1955 | Resultaten van RCH sinds de toetreding in het betaald voetbal in 1955 | Resultaten van RCH sinds de toetreding in het betaald voetbal in 1955                                                                |
| Seizoen                                                               | Competitie                                                            | Competitie                                                            | Competitie                                                            | Competitie                                                            | Competitie                                                            | Competitie                                                            | Competitie                                                            | Competitie                                                            | Competitie                                                            | Kwalificatie                                                          | KNVB beker                                                            | Bijzonderheid |
| Seizoen                                                               | Divisie                                                               | GW                                                                    | W                                                                     | G                                                                     | V                                                                     | PNT                                                                   | DV                                                                    | DT                                                                    | POS                                                                   | Kwalificatie                                                          | KNVB beker                                                            | Bijzonderheid |
| --------------------------------------------------------------------- | --------------------------------------------------------------------- | --------------------------------------------------------------------- | --------------------------------------------------------------------- | --------------------------------------------------------------------- | --------------------------------------------------------------------- | --------------------------------------------------------------------- | --------------------------------------------------------------------- | --------------------------------------------------------------------- | --------------------------------------------------------------------- | --------------------------------------------------------------------- | --------------------------------------------------------------------- | --- |
| 1955/56                                                               | Eerste Klasse A                                                       | 26                                                                    | 16                                                                    | 6                                                                     | 4                                                                     | 38                                                                    | 52                                                                    | 27                                                                    | 1e                                                                    | Nacompetitie voor Eredivisie                                          | Geen bekertoernooi                                                    | RCH treedt toe tot het betaald voetbal Wedstrijden tegen GVAV (2–3 & 0–4), Hermes DVS (1–0 & 2–0), KFC (1–1 & 3–2), NOAD (1–2 & 2–4) |
| 1956/57                                                               | Eerste divisie B                                                      | 30                                                                    | 12                                                                    | 11                                                                    | 7                                                                     | 35                                                                    | 49                                                                    | 38                                                                    | 5e                                                                    | –                                                                     | 1e ronde                                                              | – |
| 1957/58                                                               | Eerste divisie B                                                      | 30                                                                    | 12                                                                    | 5                                                                     | 13                                                                    | 29                                                                    | 55                                                                    | 56                                                                    | 8e                                                                    | –                                                                     | 4e ronde                                                              | – |
| 1958/59                                                               | Eerste divisie B                                                      | 28                                                                    | 8                                                                     | 4                                                                     | 16                                                                    | 20                                                                    | 35                                                                    | 61                                                                    | 13e                                                                   | –                                                                     | 2e ronde                                                              | – |
| 1959/60                                                               | Eerste divisie B                                                      | 32                                                                    | 7                                                                     | 8                                                                     | 17                                                                    | 22                                                                    | 57                                                                    | 76                                                                    | 15e                                                                   | –                                                                     | Geen bekertoernooi                                                    | – |
| 1960/61                                                               | Eerste divisie B                                                      | 34                                                                    | 8                                                                     | 7                                                                     | 19                                                                    | 23                                                                    | 55                                                                    | 78                                                                    | 18e                                                                   | –                                                                     | Groepsfase                                                            | – |
| 1961/62                                                               | Tweede divisie                                                        | 28                                                                    | 11                                                                    | 8                                                                     | 9                                                                     | 30                                                                    | 37                                                                    | 34                                                                    | 7e                                                                    | –                                                                     | 1e ronde                                                              | – |
| 1962/63                                                               | Tweede divisie B                                                      | 32                                                                    | 13                                                                    | 10                                                                    | 9                                                                     | 36                                                                    | 65                                                                    | 47                                                                    | 5e                                                                    | –                                                                     | 3e ronde                                                              | – |
| 1963/64                                                               | Tweede divisie A                                                      | 30                                                                    | 16                                                                    | 6                                                                     | 8                                                                     | 38                                                                    | 55                                                                    | 39                                                                    | 3e                                                                    | –                                                                     | 1e ronde                                                              | – |
| 1964/65                                                               | Tweede divisie A                                                      | 30                                                                    | 11                                                                    | 8                                                                     | 11                                                                    | 30                                                                    | 46                                                                    | 46                                                                    | 8e                                                                    | –                                                                     | 3e ronde                                                              | – |
| 1965/66                                                               | Tweede divisie B                                                      | 28                                                                    | 12                                                                    | 11                                                                    | 5                                                                     | 35                                                                    | 51                                                                    | 36                                                                    | 4e                                                                    | Rechtstreekse promotie                                                | Groepsfase                                                            | RCH verandert haar naam naar Racing Club Heemstede                                                                                   |
| 1966/67                                                               | Eerste divisie                                                        | 38                                                                    | 11                                                                    | 11                                                                    | 16                                                                    | 33                                                                    | 44                                                                    | 54                                                                    | 13e                                                                   | –                                                                     | Kwartfinale                                                           | – |
| 1967/68                                                               | Eerste divisie                                                        | 36                                                                    | 7                                                                     | 9                                                                     | 20                                                                    | 23                                                                    | 39                                                                    | 65                                                                    | 17e                                                                   | –                                                                     | Groepsfase                                                            | – |
| 1968/69                                                               | Eerste divisie                                                        | 34                                                                    | 11                                                                    | 11                                                                    | 12                                                                    | 33                                                                    | 43                                                                    | 50                                                                    | 11e                                                                   | –                                                                     | 2e ronde                                                              | – |
| 1969/70                                                               | Eerste divisie                                                        | 34                                                                    | 10                                                                    | 6                                                                     | 18                                                                    | 26                                                                    | 35                                                                    | 56                                                                    | 17e                                                                   | Rechtstreekse degradatie                                              | 1e ronde                                                              | – |
| 1970/71                                                               | Tweede divisie                                                        | 32                                                                    | 8                                                                     | 13                                                                    | 11                                                                    | 29                                                                    | 42                                                                    | 40                                                                    | 12e                                                                   | –                                                                     | Kwartfinale                                                           | RCH keert noodgedwongen terug naar de amateurs                                                                                       |

### Topscorers
- 1936/37:  Jacob v. d. Horst (10)
- 1937/38:  Jacob v. d. Horst (11)
- 1938/39:  Jacob v. d. Horst (16)
- 1939/40:  Jacob v. d. Horst (8)
- 1940/41:  Wim Hanse (15)
- 1941/42:  Wim Hanse (23)
- 1942/43:  Wim Hanse (18)
- 1943/44:  Wim Hanse (24)
- 1945/46:  Wim Hanse (27)
- 1946/47:  Wim Hanse (22)
- 1947/48:  Wim Hanse (24)
- 1955/56:  Maup Kruijer (17)
- 1956/57:  Lodewijk van Braam (17)
- 1957/58:  Dries Mul (18)
- 1958/59:  László Nánai (10)
- 1958/59:  László Nánai (13)
- 1960/61:  Bram Peper (13)
- 1961/62:  Ab Koning (7)
- 1962/63:  Arie van den Berg (18)
- 1963/64:  Ulrich Maslo (13)
- 1964/65:  Ulrich Maslo (14)
- 1965/66:  Jan Fransz (10)
- 1966/67:  Dick Meijer (12)
- 1967/68:  Gerrie de Goede (12)
- 1968/69:  Gerrie de Goede (11)
- 1969/70:  Herman Kamoen (12)
- 1970/71:  Piet van den Berg (13)

### Trainers
- 1922–1924:  Bill Julian
- 1931:  Jack Curtis
- 1932–1933:  Emil Riff
- 1937–1938:  János Pilcsik
- 0000–1941:  Karel Kaufman
- 1946–1947:  Bob Maecock
- 1947–1959:  Leslie Talbot
- 1959–1961:  Kick Smit
- 1961–1962:  Thim van der Laan
- 1962–1965:  Meg de Jongh
- 1965–1967:  Tinus van der Pijl
- 1967–1967:  Piet Dubbelman
- 1967–1970:  Piet Peeman
- 0000–1970:  Leslie Talbot (a.i.)
- 1970–1971:  Ben Tap

## Bekende (oud-)spelers en trainers
- Wim Hanse
- Piet van den Berg
- Louis Biesbrouck
- Hans Driessen
- Arie van Eijden
- Barry van Galen

- Peer Krom
- Cees Mooij
- László Nánai
- Johan Neeskens
- Bram Peper
- Carol Schuurman

- Kick Smit
- Nick Stienstra
- Piet de Visser
- Hans Werdekker
- Henk Wullems
- Gerrie de Goede